# Arthur Danto
Arthur Coleman Danto (1. ledna 1924 – 25. října 2013) byl americký kritik umění a filosof. Byl znám zejména jako vlivný a dlouhodobý kritik umění pro magazín The Nation a díky své práci v oboru filosofické estetiky a filosofie dějin, ovšem přispěl významně i do řady dalších oborů. Mezi jeho zájmy zahrnují myšlení, pocity, filosofii umění, teorie reprezentace, filosofickou psychologii, Hegelovu estetiku a filosofy Maurice Merleau-Pontyho a Artura Schopenhauera.